# 올레 군나르 솔셰르
올레 군나르 솔셰르(노르웨이어: Ole Gunnar Solskjær, 1973년 2월 26일~)는 노르웨이의 은퇴한 축구 선수, 축구 지도자이다.
그는 선수 생활의 대부분을 맨체스터 유나이티드에서 보냈다. 그는 맨유의 전성기를 이끌었던 선수들중 하나이다. 그의 뛰어난 골 결정력과 나이에 비에 어려보이는 외모로 인해 '동안의 암살자'라는 별명을 가지고 있었다. 또한 주로 교체 멤버로 뛰었지만 조커로서 아주 탁월한 기량을 보여주었기에 '슈퍼 서브'라고도 불렸다. 솔셰르는 공격수로서 천부적인 득점력을 가진 선수로 어느 위치에서도 골을 넣을 수 있는 것이 강점이었다.

## 클럽 경력
올레 군나르 솔셰르는 클라우센겐 FK에서 축구를 시작했다. 1995년 몰데로 이적하여 1995/96 시즌에 16경기 11골의 활약을 했고, 알렉스 퍼거슨 감독의 눈에 들어 1996년 여름 맨체스터 유나이티드에 입단한다. 그는 블랙번 로버스와의 데뷔전에서 골을 넣고 첫 시즌 19골을 넣는 활약을 보여주었으나, 다음 시즌 부상을 겪었다. 1998/99 시즌 드와이트 요크의 이적으로 벤치 멤버로 밀려났지만 팀에 남게 된다. 그 해 노팅엄 포레스트전에서 경기 종료 11분을 남겨두고 교체 출전하여 무려 4골을 터트리는 결정력을 보여주었으며, 챔피언스리그 결승전 바이에른 뮌헨과의 결승전에서 극적인 역전 골로 트레블 달성의 일등공신이 되는 영광을 누린다.
그 이후 교체 출전 멤버로 활약하며 슈퍼 서브로서의 명성을 높였다. 2002/03 시즌에는 맨유 입단 후 100골을 달성하였고 리그 우승도 경험한다. 2003/04 시즌에는 데이비드 베컴의 이적으로 오른쪽 윙으로 뛰게 되지만, 그의 커리어를 따라다니게 되는 기나긴 무릎 부상에 시달리게 되었고, 부상 회복 후 다시 부상이 재발되는 불운으로 결국 2004/05 시즌에는 단 한 경기도 뛰지 못하게 된다. 2005/06 시즌 부상에서 회복했으나 리저브 경기에서만 뛰게 되었다. 2006/07 시즌이 되면서 부상에서 완전히 회복한 솔셰르는 예전 명성을 되찾으며 뛰어난 결정력을 보여준다. 리그에서 19경기 출장(주로 교체 출전)하여 7골을 기록하여 '2O LEGEND'의 명성을 되찾게 해 주었다.
하지만 그의 커리어 내내 따라다니던 무릎 부상으로 인해 결국 2007/08 시즌 도중 은퇴를 선언하게 되었다. 얼마 후 선덜랜드와의 홈 경기에서 한때 팀 동료였던 로이 킨 당시 선덜랜드 감독과 올드 트래퍼드 관중들의 기립 박수 속에 은퇴식을 치렀다. 2008년 8월 솔셰르는 에스파뇰과의 친선경기에서 공식적인 은퇴를 기념하는 경기를 가졌다. 맨체스터 유나이티드는 이 경기에서 프레이저 캠벨의 결승골로 1-0 승리를 거뒀다.

## 국가대표팀 경력
1995년 11월 26일에 자메이카와의 친선경기에서 데뷔하였고, 이 경기에서 데뷔골을 기록하였다.
이후 1998 프랑스 월드컵 유럽예선에서 2골, 유로 2000 지역예선에서 4골, 2002 한일 월드컵 유럽예선에서 2골을 넣었다. 유로 2004 지역예선에서도 2골을 기록하였다. 하지만 예선과 달리 메이저 대회 본선에서는 득점을 기록하지 못했다.
솔셰르는 2003-2004 시즌부터 긴 부상을 당해 노르웨이 축구 국가대표팀에 발탁도 적어졌다. 2005년에는 한 차례도 나서지 못했고,
그러다 2006년 하반기부터 솔셰르는 맨체스터 유나이티드에서 다시 살아났고, 2006년에 노르웨이 축구 국가대표팀에 발탁되기 시작한다. 유로 2008 지역예선 헝가리전에서 2골을 넣으면서 팀의 4-1 승리를 이끄는 동시에 3년만에 A매치 득점을 기록하였다.
이후 2007년 2월 7일 크로아티아와의 친선경기에서 노르웨이 축구 국가대표팀 마지막 경기를 치렀다. 솔셰르는 노르웨이 축구 국가대표팀 소속으로 67경기 23골을 기록했다.

## 지도자 경력
선수 은퇴 이후 맨체스터 유나이티드 클럽 대사를 역임했으며, 2008년 8월부터 맨체스터 유나이티드의 리저브 팀(2군) 감독을 맡았고, 2011년 몰데 FK 감독을 맡았으며 부임 첫 해에 팀에 창단 첫 우승을 안겨다 주어 지도자로서의 가능성도 보여주었다. 2014년 잉글랜드 프리미어리그의 카디프 시티 감독을 맡았지만, 풋볼 리그 챔피언십으로의 강등과 성적 부진을 이유로 경질됐다. 이후 2015년 2년만에 다시 몰데 FK 감독을 맡았다.
그 후, 2018년 12월 19일(한국시간)에 친정팀 맨체스터 유나이티드의 감독대행 제의를 받고 맨유의 감독을 맡아 지휘하는 동안 흔들렸던 팀의 체질을 확 바꿔놓으며, 맥토미니와 페레이라, 타히트 총, 메이슨 그린우드 가너 등 10대 유망주 선수들을 과감하게 기용하는 등 10경기 무패를 기록하는 등 호성적을 보여 퍼거슨 이후 6년여 만에 EPL 1월의 감독으로 수상했다.
그리고, 2019년 3월 7일(한국시간 새벽)에 열린 파리 생제르맹과의 유럽 챔피언스리그 16강 2차전에서 3-1 승리를 거둬 원정 다득점에 앞서 8강에 오르는 파리의 기적을 선보였으며, 맨유를 5시즌 만에 8강에 올려놓았으며 2019년 3월 28일(한국시간)에 맨유와 3년 계약을 맺고 정식 감독으로 승격하였다.

## 기록

### 대회 기록

#### 선수
클라우센겐 FK (1989~1994)
- 노르웨이 3. 디비전: 1993

맨체스터 유나이티드 FC (1996~2007)
- 프리미어리그 우승 : 1995-96, 1996-97, 1998-99, 1999-00, 2000-01, 2002-03, 2006-07
- FA 컵 우승 : 1995-96, 1998-99, 2003-04
- 커뮤니티 실드 우승 : 1996, 1997, 2003
- UEFA 챔피언스리그 우승 : 1998-99
- 인터콘티넨털컵 우승 : 1999

#### 클럽 기록
| 시즌      | 클럽       | 리그               | 리그 | 리그 | FA 컵 | FA 컵 | 리그 컵 | 리그 컵 | 대륙 대회[34] | 대륙 대회[34] | 기타[35] | 기타[35] | 전체 | 전체 |
| 시즌      | 클럽       | 부                 | 경기 | 득점 | 경기  | 득점  | 경기    | 득점    | 경기          | 득점          | 경기     | 득점     | 경기 | 득점 |
| 1990      | 클라우센겐 | 노르웨이 3. 디비전 |      |      |       |       | -       | -       | -             | -             | -        | -        |      |      |
| 1991      | 클라우센겐 | 노르웨이 3. 디비전 |      |      |       |       | -       | -       | -             | -             | -        | -        |      |      |
| 1992      | 클라우센겐 | 노르웨이 3. 디비전 |      |      |       |       | -       | -       | -             | -             | -        | -        |      |      |
| 1993      | 클라우센겐 | 노르웨이 3. 디비전 |      |      |       |       | -       | -       | -             | -             | -        | -        |      |      |
| 1994      | 클라우센겐 | 노르웨이 2. 디비전 |      |      |       |       | -       | -       | -             | -             | -        | -        |      |      |
| 5시즌     | 합계       | 합계               | 109  | 115  |       |       | -       | -       | -             | -             | -        | -        | 109  | 115  |
| 1995      | 몰데       | 티펠리가엔         | 26   | 20   | 4     | 6     | -       | -       | 4[36]         | 3             | -        | -        | 34   | 29   |
| 1996      | 몰데       | 티펠리가엔         | 16   | 11   | 4     | 1     | -       | -       | -             | -             | -        | -        | 20   | 12   |
| 2시즌     | 합계       | 합계               | 42   | 31   | 8     | 7     | -       | -       | 4             | 3             | -        | -        | 54   | 41   |
| 1996-97   | 맨유       | 프리미어 리그      | 33   | 18   | 3     | 0     | 0       | 0       | 10            | 1             | 0        | 0        | 46   | 19   |
| 1997-98   | 맨유       | 프리미어 리그      | 22   | 6    | 2     | 2     | 0       | 0       | 6             | 1             | 0        | 0        | 30   | 9    |
| 1998-99   | 맨유       | 프리미어 리그      | 19   | 12   | 8     | 1     | 3       | 3       | 6             | 2             | 1        | 0        | 37   | 18   |
| 1999-2000 | 맨유       | 프리미어 리그      | 28   | 12   | -     | -     | 1       | 0       | 11            | 3             | 6[37]    | 0        | 46   | 15   |
| 2000-01   | 맨유       | 프리미어 리그      | 31   | 10   | 2     | 1     | 2       | 2       | 11            | 0             | 1        | 0        | 47   | 13   |
| 2001-02   | 맨유       | 프리미어 리그      | 30   | 17   | 2     | 1     | 0       | 0       | 15            | 7             | 0        | 0        | 47   | 25   |
| 2002-03   | 맨유       | 프리미어 리그      | 37   | 9    | 2     | 1     | 4       | 1       | 14            | 4             | -        | -        | 57   | 15   |
| 2003-04   | 맨유       | 프리미어 리그      | 13   | 0    | 3     | 0     | 0       | 0       | 2             | 1             | 1        | 0        | 19   | 1    |
| 2004-05   | 맨유       | 프리미어 리그      | 0    | 0    | 0     | 0     | 0       | 0       | 0             | 0             | 0        | 0        | 0    | 0    |
| 2005-06   | 맨유       | 프리미어 리그      | 3    | 0    | 2     | 0     | 0       | 0       | 0             | 0             | -        | -        | 5    | 0    |
| 2006-07   | 맨유       | 프리미어 리그      | 19   | 7    | 6     | 2     | 1       | 1       | 6             | 1             | -        | -        | 32   | 11   |
| 11시즌    | 합계       | 합계               | 235  | 91   | 30    | 8     | 11      | 7       | 81            | 20            | 9        | 0        | 366  | 126  |
| 18시즌    | 통산       | 통산               | 386  | 237  | 38    | 15    | 11      | 7       | 85            | 23            | 9        | 0        | 529  | 282  |

#### 국가대표 기록
| 소속 대표팀 | 연도 | 경기 | 득점 |
| 노르웨이    | 1995 | 2    | 1    |
| 노르웨이    | 1996 | 6    | 3    |
| 노르웨이    | 1997 | 2    | 1    |
| 노르웨이    | 1998 | 9    | 3    |
| 노르웨이    | 1999 | 8    | 5    |
| 노르웨이    | 2000 | 10   | 1    |
| 노르웨이    | 2001 | 7    | 3    |
| 노르웨이    | 2002 | 9    | 2    |
| 노르웨이    | 2003 | 7    | 2    |
| 노르웨이    | 2004 | 2    | 0    |
| 노르웨이    | 2006 | 4    | 2    |
| 노르웨이    | 2007 | 1    | 0    |
| 노르웨이    | 통산 | 67   | 23   |

### 감독
맨체스터 유나이티드 FC 리저브팀 (2008~2011)
- 프리미어 리저브 리그: 2009-10
- 프리미어 리저브 북부리그: 2009-10
- 랭커셔 시니어컵: 2008-09
- 맨체스터 시니어컵: 2009

몰데 FK (2011~2013),(2015~2019)
- 노르웨이 풋볼컵 : 2013

- 엘리테세리엔 : 2011, 2012, 2019, 준우승 : 2017, 2018

맨체스터 유나이티드 FC (2018~2021)
- UEFA 유로파리그 준우승 : 2020-21

#### 개인 수상 기록
- 프리미어리그 1월의 감독상(2019)

#### 통산 기록
| 구단                   | 연도                    | 경기 | 승  | 무 | 패  | 승률   |
| 몰데 FK                | 2010.11.09 ~ 2014.01.02 | 126  | 69  | 26 | 31  | 54.76% |
| 카디프 시티 FC         | 2014.01.02 ~ 2014.09.18 | 30   | 9   | 5  | 16  | 30.00% |
| 몰데 FK                | 2015.10.21 ~ 2018.12.19 | 118  | 66  | 19 | 33  | 55.93% |
| 맨체스터 유나이티드 FC | 2018.12.19 ~ 2021.11.21 | 168  | 91  | 37 | 40  | 54.17% |
| 통산                   | 통산                    | 442  | 235 | 87 | 120 | 53.17% |